# Yusra Mardini
Yusra Mardini Embaixador(a) da boa vontade da ACNUR (Damasco, 5 de março de 1998) é uma nadadora síria residente em Berlim, Alemanha, participante do time de Atletas Olímpicos Refugiados (código COI: ROT, Refugee Olympic Team) sob a bandeira olímpica nos Jogos Olímpicos de Verão de 2016 no Rio de Janeiro e nos Jogos Olímpicos de Verão de 2020, em Tóquio.

## Biografia
Criada em Damasco, Mardini treinou com o apoio do Comitê Olimpico sírio. Em 2012, Mardini representou a Síria no Campeonato Mundial de Natação em Piscina Curta em várias modalidades: 200m medley, 200 m livre e 400 m livre.
A casa de Mardini foi destruída na Guerra Civil Síria. Yusra e sua irmã, Sarah, decidiram fugir da Síria em agosto de 2015. Chegaram ao Líbano, passaram pela Turquia, onde arranjaram um modo para serem levadas à Grécia em bote com outros 18 refugiados, ainda que o bote tivesse sido projetado para levar não mais que seis ou sete pessoas. Após o motor ter parado de funcionar e começar a se encher de água no Mar Egeu, Mardini, sua irmã, e duas outras pessoas que eram capazes de nadar, entraram n'água e empurraram o bote por mais de três horas, até que chegassem à ilha de Lesbos. Quando se deslocaram pela Europa rumo à Alemanha, onde estabeleceram-se em Berlim em setembro de 2015. Seus pais também fugiram da Síria e vivem na Alemanha.

## Carreira na natação
Mardini continuou seu treinamento no clube Wasserfreunde Spandau 04, com esperanças de obter a qualificação para os Jogos Olímpico. Ela tentou se classificar no evento de nado livre de 200 metros. Em junho de 2016, Mardini foi um dos dez atletas selecionados para o ROT. Mardini competiu nos 100 metros livre e 100 metros borboleta nos Jogos Olímpicos de 2016 no Rio. Nas Olimpíadas do Rio, Mardini venceu uma bateria de 100m contra quatro outros nadadores, com o tempo de 1:09:21 ficando em 41º lugar entre os 45 participantes.
Yusra também competiu nas Olímpiadas de Tóquio de 2020, onde foi porta-bandeira na cerimônia de abertura do evento. Nos Jogos, Mardini fez um tempo de 1:06.78 no nado de borboleta nas rodadas iniciais, mas foi eliminada na etapa seguinte. 
Thomas Bach, presidente do COI, disse sobre os atletas refugiados: “Decidimos ajudá-los a fazer seu sonho de excelência esportiva tornar-se realidade, mesmo quando eles têm de fugir da guerra e da violência".

## Cultura popular
A história de Yusra Mardini é contada na curta história Good Night Stories for Rebel Girls, de Elena Favilli e Francesca Cavallo. A história é ilustrada por JM Cooper e foi narrada pela jornalista e nadadora de longa distância Diana Nyad durante seu lançamento como um episódio de podcast No dia 26 de abril de 2018, a autobiografia "Butterfly", de Yusra Mardini, foi publicada. Está previsto que o diretor Stephen Daldry faça um filme sobre sua vida.
Em 2022, foi lançado o filme “The Swimmers” (As Nadadoras) que conta a história das duas irmãs, Yusra e Sara Mardini. O filme foi realizado por Sally El Hosaini. O filme encontra-se disponível na Netflix.